# STS-44
STS-44 (Space Transportation System-44) var rumfærgen Atlantis 10. rumfærge-mission. Den blev opsendt d. 24. november 1991 og vendte tilbage den 1. december 1991.
Missionen medbragte delvis klassificeret militær last for Forsvarsministeriet (USA) (DoD).
Hovedartikler:

## Besætning
- Frederick Gregory (kaptajn)
- Terence Henricks (pilot)
- Story Musgrave (1. missionsspecialist)
- Mario Runco (2. missionsspecialist)
- James Voss (3. missionsspecialist)
- Thomas Hennen (nyttelast-specialist)

## Missionen
Missionen medbragte følgende nyttelast:
- Hemmelig militær last
- Defense Support Program (DSP)
- Satellite and attached Inertial Upper Stage (IUS)
- Interim Operational Contamination Monitor(IOCM)
- Terra Scout; Military Man in Space (M88-1)
- Air Force Maui Optical System (AMOS)
- Cosmic Radiation Effects and Activation Monitor (CREAM)
- Shuttle Activation Monitor (SAM)
- Radiation Monitoring Equipment III (RME III)
- Visual Function Tester-1 (VFT-1)
- Ultraviolet Plume Instrument (UVPI)
- Bioreactor Flow and Particle Trajectory experiment
- Extended Duration Orbiter Medical Project